# Narthecium
Narthecium là một chi thực vật có hoa. Theo truyền thống chi này được coi là thuộc họ Liliaceae, nhưng kể từ phiên bản năm 2003 thì APG đã đặt nó trong họ Nartheciaceae.
Sự phân bố toàn cầu của chi này là rời rạc đứt quãng, với các loài ở châu Âu và khu vực ven Địa Trung Hải, Nhật Bản, vùng duyên hải miền đông và miền tây Hoa Kỳ.

## Các loài
1. Narthecium americanum Ker Gawl. - Bắc và Nam Carolina, Maryland, Delaware, New Jersey.
2. Narthecium asiaticum Maxim. - Nhật Bản
3. Narthecium balansae Briq. - Thổ Nhĩ Kỳ, Kavkaz.
4. Narthecium californicum Baker - California, tây nam Oregon.
5. Narthecium ossifragum (L.) Huds. - Scandinavia (gồm cả quần đảo Faroe), đảo Anh, Pháp, Tây Ban Nha, Bồ Đào Nha, Đức, Hà Lan, Bỉ.
6. Narthecium reverchonii Celak. - Corsica
7. Narthecium scardicum Košanin - Hy Lạp, Albania, Nam Tư.